# Ludwig Münz (Politiker)
Ludwig Münz (* 26. August 1880 in Ladenburg; † 4. Januar 1956 in Magdeburg) war ein deutscher Politiker (LDP(D)). Er war von 1946 bis zu seiner Mandatsniederlegung im Juni 1950 Landtagsabgeordneter in Sachsen-Anhalt.

## Leben
Münz hatte die Volks- und die Handelsschule besucht und war als Kaufmann tätig. Bereits im Kaiserreich engagierte er sich im Sozialliberalen Verein, dem er 1898 beitrat. Von 1907 bis 1918 war er Generalsekretär in einem Gewerkverein. In der Weimarer Republik war er Mitglied der DDP, für die er ab 1918 hauptamtlicher Sekretär in Magdeburg war. Darüber hinaus gehörte Münz dem Vorstand des Abwehrvereins gegen Antisemitismus sowie dem Vorstand des Reichsbanners Schwarz-Rot-Gold an. Nach dem Zweiten Weltkrieg trat er der LDP bei. In seinen Wahlkampfauftritten im  Vorfeld der Landtagswahl in Sachsen-Anhalt 1946 kritisierte er scharf die SED sowie ihre Bevorzugung durch die sowjetischen Besatzer. Bei der Landtagswahl erlangte er ein Mandat. Er war Vorsitzender des sozialpolitischen Ausschusses. Zusätzlich zu seinem Landtagsmandat war er Stadtrat in Magdeburg sowie ab März 1948 stellvertretender Vorsitzender der LDP Sachsen-Anhalt. Ab Mai 1949 gehörte Münz dem Zweiten Deutschen Volksrat an, der sich im Zuge der Gründung der DDR am 7. Oktober als Provisorische Volkskammer konstituierte. Sein Landtagsmandat legte Münz am 16. Juni 1950 nieder, kurze Zeit später, am 28. Juni 1950, legte er auch sein Volkskammermandat nieder.